# 褚启元
褚启元，中华人民共和国政治人物、外交官。浙江嘉兴人。褚辅成长孙，大同大学肄业。1940年加入中国共产党。1980年，担任首任中华人民共和国驻津巴布韦大使。1984年，由郑耀文接任。